# دانيال جي. فنتون
دانيال جي. فنتون (بالإنجليزية: Daniel G. Fenton)‏ هو قاضي ومحامي وسياسي أمريكي، ولد في 11 يناير 1812، وتوفي في 11 أغسطس 1851. حزبياً، نشط في الحزب الديمقراطي. وقد انتخب عضو مجلس ولاية ويسكونسن.